# Градина (община Власеница)
Вижте пояснителната страница за други значения на Градина.
Градина (на сръбски: Градина) е село в Босна и Херцеговина, разположено в община Власеница, в ентитета на Република Сръбска. Намира се на 472 метра надморска височина. Населението му според преброяването през 2013 г. е 402 души, от тях: 395 (98,25 %) бошняци, 6 (1,49 %) сърби и 1 (0,24 %) югославянин.

## Население
Численост на населението според преброяванията през годините:
- 1961 – 466 души
- 1971 – 559 души
- 1981 – 648 души
- 1991 – 755 души
- 2013 – 402 души